# Hydrotaea palaestrica
Hydrotaea palaestrica är en tvåvingeart som först beskrevs av Johann Wilhelm Meigen 1826.  Hydrotaea palaestrica ingår i släktet Hydrotaea och familjen husflugor. Arten är reproducerande i Sverige. Inga underarter finns listade i Catalogue of Life.